# Nittondedagsfesten
Nittondedagsfesterna kallas de bahá'í-troendes regelbundna möten som sker den första dagen i var och en av de 19 "månaderna" i bahá'í-kalendern. Varje fest består av en andlig, en administrativ och en social del. Den andliga delen av nittondedagsfesten kan jämföras med söndagarna inom kristendomen och islams fredagsböner. Bahá'í-trons avsaknad av präster som predikanter för menigheten eller personer som leder de massor som deltar fredagsbönen begränsar emellertid jämförelsen.
"Nittondedagsfesten glädjer själ och hjärta. Om denna högtid hålls på rätt sätt, kommer vännerna att var nittonde dag känna sig andligt upprustade och utrustade med en kraft som inte är av denna världen."
'Abdu'l-Bahá: Selection from the Writings of `Abdu'l-Bahá, p. 91 
Nittondedagsfesterna, som började ta form när 'Abdu'l-Bahá (1844—1921) ledde det internationella bahá'í-samfundet, tjänar till att öka sammanhållningen inom gemenskapen och är därför av central betydelse i bahá'í-samfundets liv . Den administrativa delen av festen ger de samfundsmedlemmar som inte sitter i det Lokala andliga rådet information om vad som hänt. Samfundet får möjlighet att diskutera olika frågor. Nittondedagsfesten är samtidigt en upplyftande andlig händelse, där böner och läsning från de heliga skrifterna ingår. Programmet kan utformas till exempel så att det blir lättare för barn att delta om många barn kommer på nittondedagsfesten. 
Den sociala delen av nittondedagsfesten handlar mest om att umgås och förstärka banden mellan samfundsmedlemmarna. Ofta äter eller fikar de tillsammans. Det är inte obligatoriskt för en samfundsmedlem att delta i festen, men det betraktas som en ynnest att få delta.
Vänner eller släktingar till troende får delta i festen, men inte i den administrativa delen av nittondedagsfesten.  Man kör emellertid aldrig bort de icke-bahá'íer som deltar i festen, utan skjuter upp den administrativa/konsultativa delen till ett senare tillfälle.